# Palazzo Molin Querini

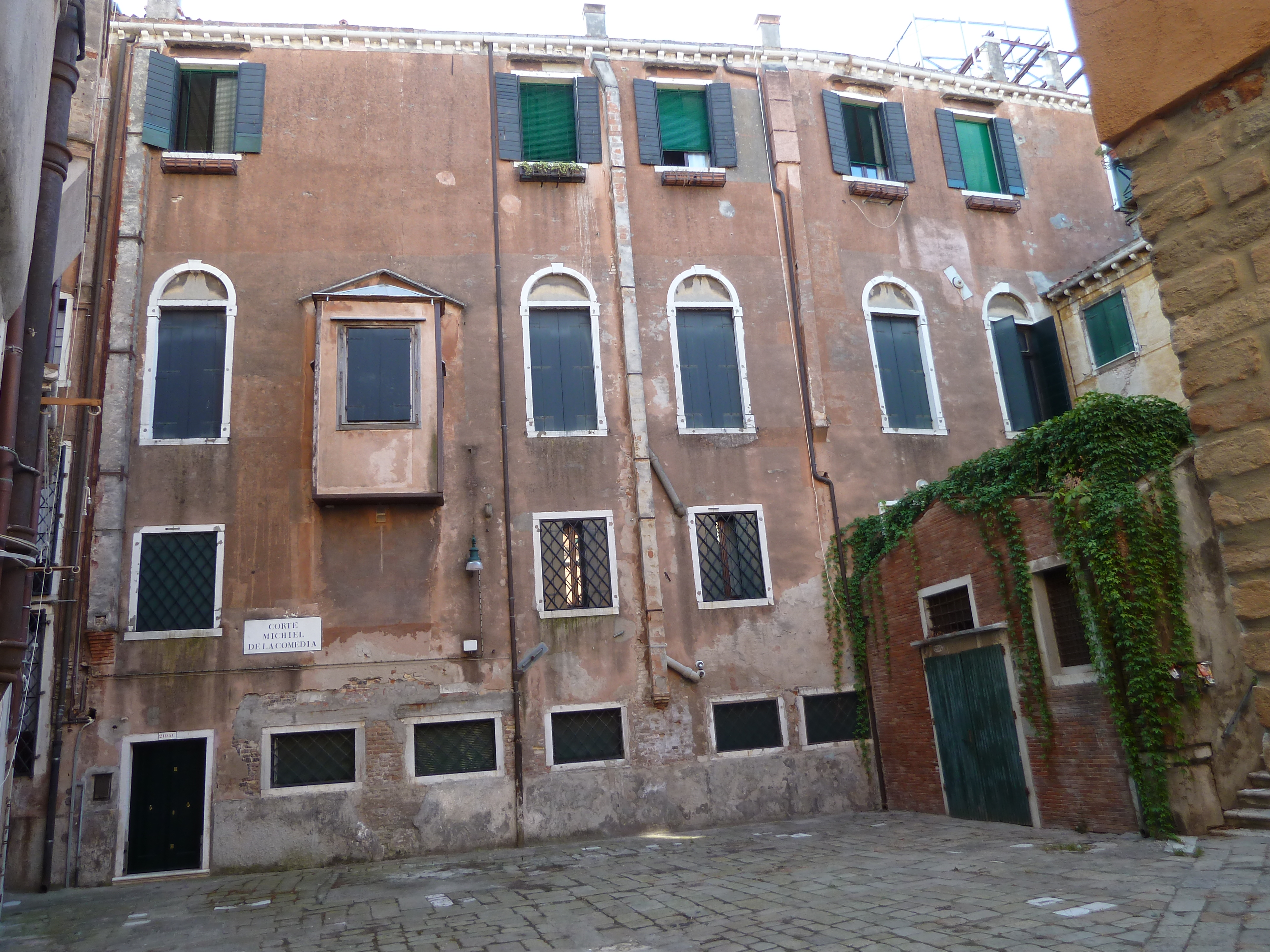
Facciata laterale su Corte Michiel de la comedia

Palazzo Molin Querini, noto anche con il nome di Palazzo Molin o Palazzo Molin alla Maddalena, è un edificio veneziano localizzato nel sestiere di Cannaregio e affacciato sul Canal Grande dove esso confluisce con il Rio della Maddalena, all'altezza di San Stae. Si trova a fianco di Palazzo Emo alla Maddalena.

## Storia
L'ultima ricostruzione risale al XVIII. Apparteneva ai Molin del Traghetto della Maddalena. Nel palazzo ha vissuto il vescovo di Brescia e cardinale Giovanni Molin (1705-1773).

## Descrizione
Presenta una piantina molto caratteristica e movimentata, subordinata al difficile contesto geografico in cui sorge e alla sinuosità di questo tratto di canale.
La facciata è divisa in due da un importante spigolo:
- a sinistra sono presenti la porta ad acqua, lo sbocco sul Canal Grande di Calle del Traghetto e una serliana balconata affiancata da tre monofore a livello del piano nobile.
- a destra si trovano solo due monofore, rivolte verso il Rio della Maddalena.

Sono presenti, oltre al pianterreno e al piano nobile, un piano superiore, un sottotetto e un mezzanino tra piano terra e primo. Presenta una piccolissima corte centrale.